# Leucania farcata
Leucania farcata är en fjärilsart som beskrevs av Augustus Radcliffe Grote 1881. Leucania farcata ingår i släktet Leucania och familjen nattflyn. Inga underarter finns listade i Catalogue of Life.